# 30. februar
V gregorijanskem koledarju ima mesec februar le 28 ali 29 dni. Trikrat v zgodovini pa je v določenih državah v resnici imel 30 dni.
Leta 1712 je 29. februarju na Švedskem sledil 30. februar, da bi počasi odpravili švedski koledar in se vrnili na julijanskega. Švedsko kraljestvo, ki je takrat vključevalo tudi Finsko, je namreč od leta 1700 želelo v 40. letih postopoma preiti z julijanskega na gregorijanski koledar, tako da so nameravali izpuščati prestopne dneve. Leto 1700 tako na Švedskem ni bilo prestopno, vendar pa sta bili v nasprotju z načrtom prestopni leti 1704 in 1708. To je pripeljalo švedski koledar en dan pred julijanskega, a še vedno deset dni za gregorijanskim. Zmedo so zmanjšali leta 1712, ko so letu dodali dva prestopna dneva in tako dobili leto s 30. februarjem. Ta datum je ustrezal 29. februarju po julijanskem in 11. marcu po gregorijanskem štetju. Švedi so dokončno prešli na gregorijanski koledar šele leta 1753.
Leta 1929 je Sovjetska zveza uvedla revolucionarni koledar, v katerem je imel vsak mesec 30 dni, preostali 5 ali 6 dni pa so bili prazniki in niso pripadali nobenemu mesecu. V letih 1930 in 1931 je sovjetski februar tako imel 30 dni, leta 1932 pa so meseci spet dobili običajne stare dolžine.